# Хансен, Айме
Айме Хансен (род. 1962) — эстонская поэтесса, писательница и художница.
В 1980 году она окончила Таллинскую 42-ю среднюю школу и в 1987-м на филологическом факультете Тартуского государственного университета заочно выучилась на эстонского филолога. Она работала языковым учителем и журналистом, специализируясь на культуре и рассказах о природе, занималась визуальным театром и выступательным искусством в Эстонии и за границей.
Стихотворения Айме Хансен характеризует сильная визуальность, откровенность и религиозный импульс.
Прозаическая книга «Джайпур-Дели-Гималаи: рассказы из чемодана» содержит тринадцать рассказов, которые инспирируют жизненный и путешественнический опыт автора, соприкосновение с другими культурами, а также её продолжительный интерес к восточным религиям, мистике и психологии.
С 5 октября по 24 ноября 2013 в башне Кик-ин-де-Кёк (Таллин) проходила выставка Хансен под названием «Волшебные зеркала», где была представлена цифровая живопись на восточную тематику.
Айме Хансен — член Эстонского союза писателей.

## Произведения
- «Родной ветер», 1982
- «Путешествие на остров змей», 1990
- «Джайпур-Дели-Гималаи:рассказы из чемодана», 2009
- «Я был Ангелом на море», 2011
- «Из Эстонии в Лондон: одеваем шляпу, ботинки на голову», 2011
- «Новая Зеландия в словах и картинках», 2011